# Montbrun-les-Bains
Montbrun-les-Bains is een gemeente in het Franse departement Drôme (regio Auvergne-Rhône-Alpes). De plaats maakt deel uit van het arrondissement Nyons. Montbrun-les-Bains is lid van Les Plus Beaux Villages de France. Montbrun-les-Bains telde op 1 januari 2022 444 inwoners.

## Geografie
De oppervlakte van Montbrun-les-Bains bedraagt 33,26 vierkante kilometer; de bevolkingsdichtheid is 13 inwoners per km² (per 1 januari 2019).

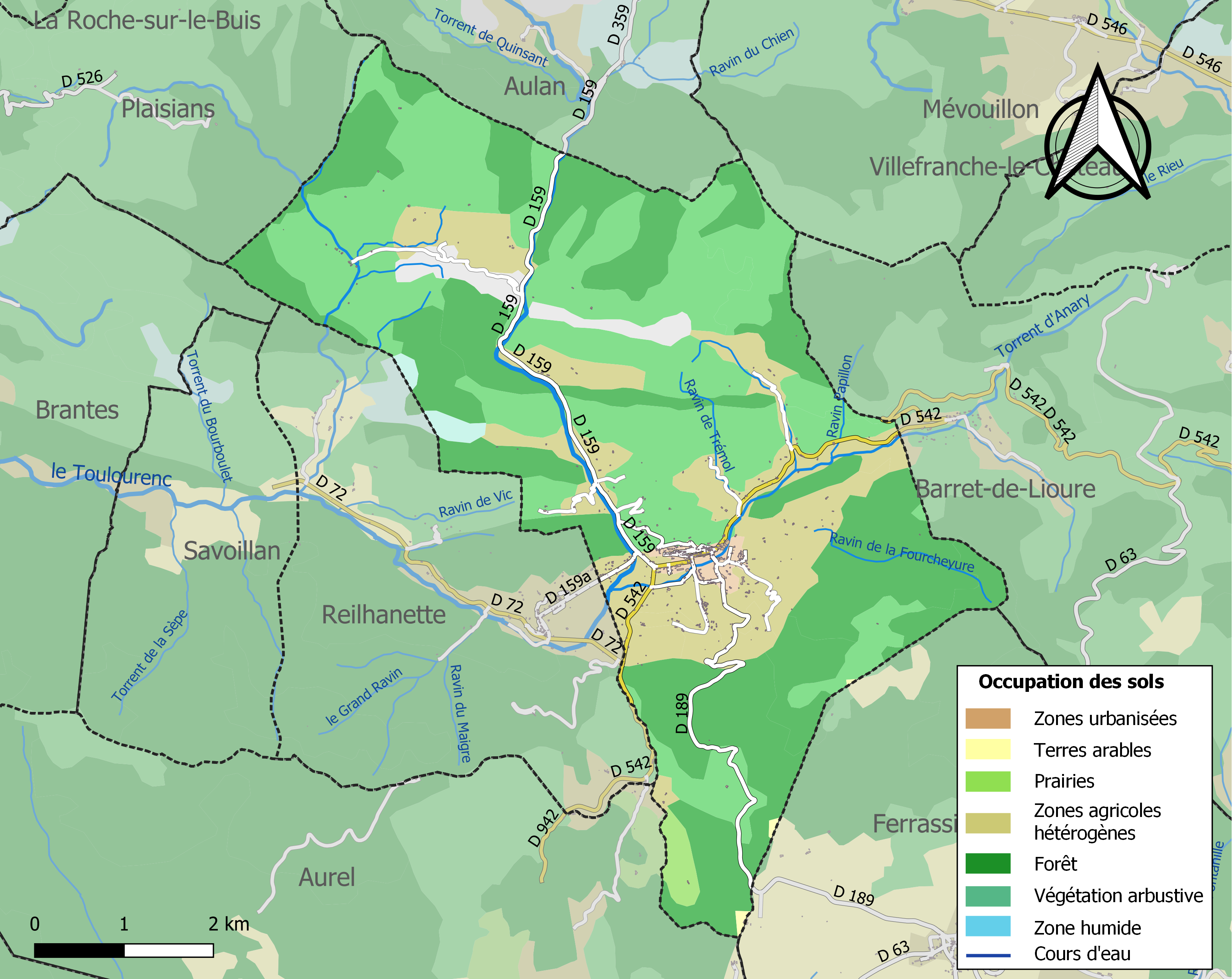
Kaart van de gemeente met belangrijkste infrastructuur, bodemgebruik en omliggende gemeenten

## Demografie
Onderstaande figuur toont het verloop van het inwonertal (bron: INSEE-tellingen).

## Afbeeldingen

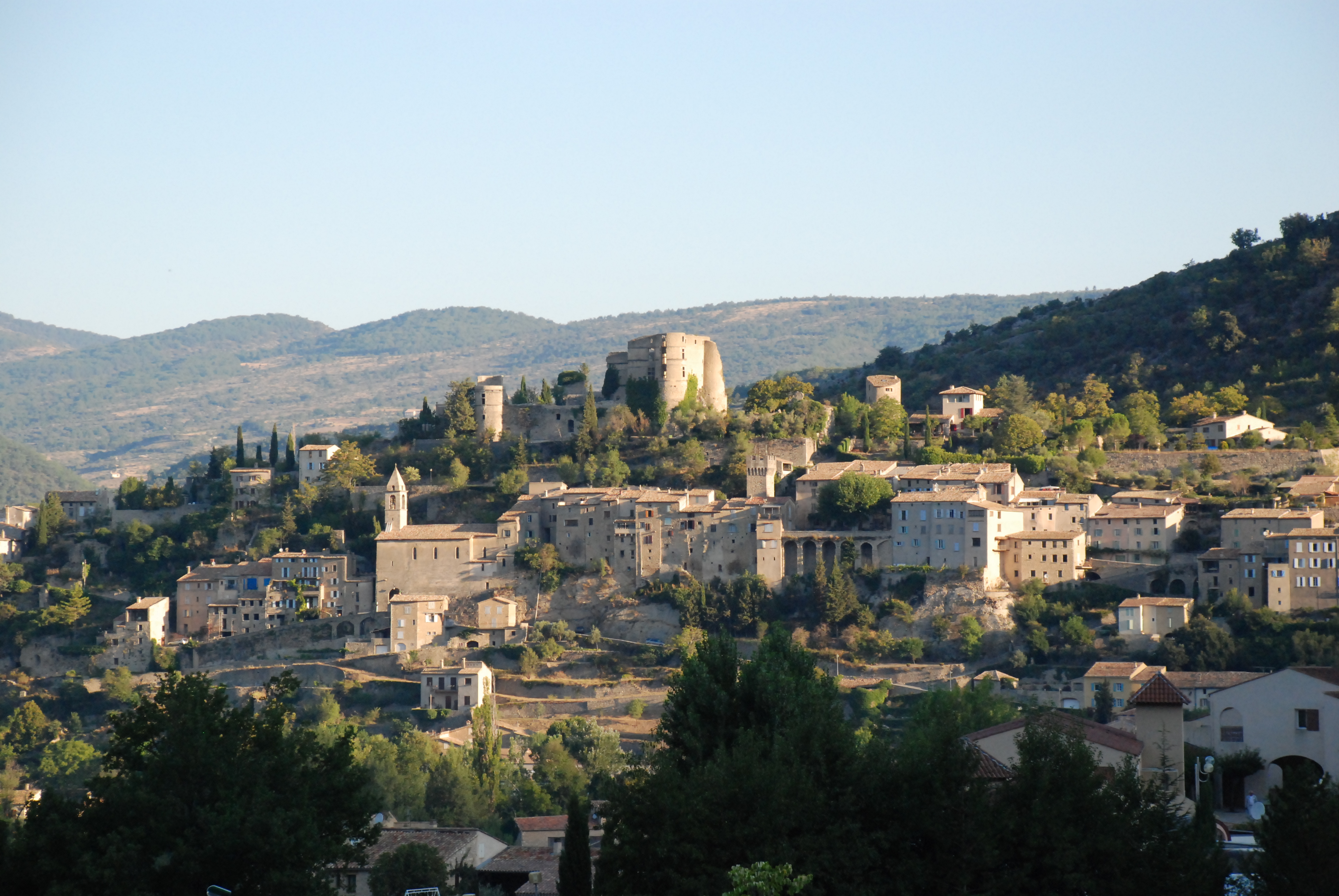
Gezicht op Montbrun-les-Bains
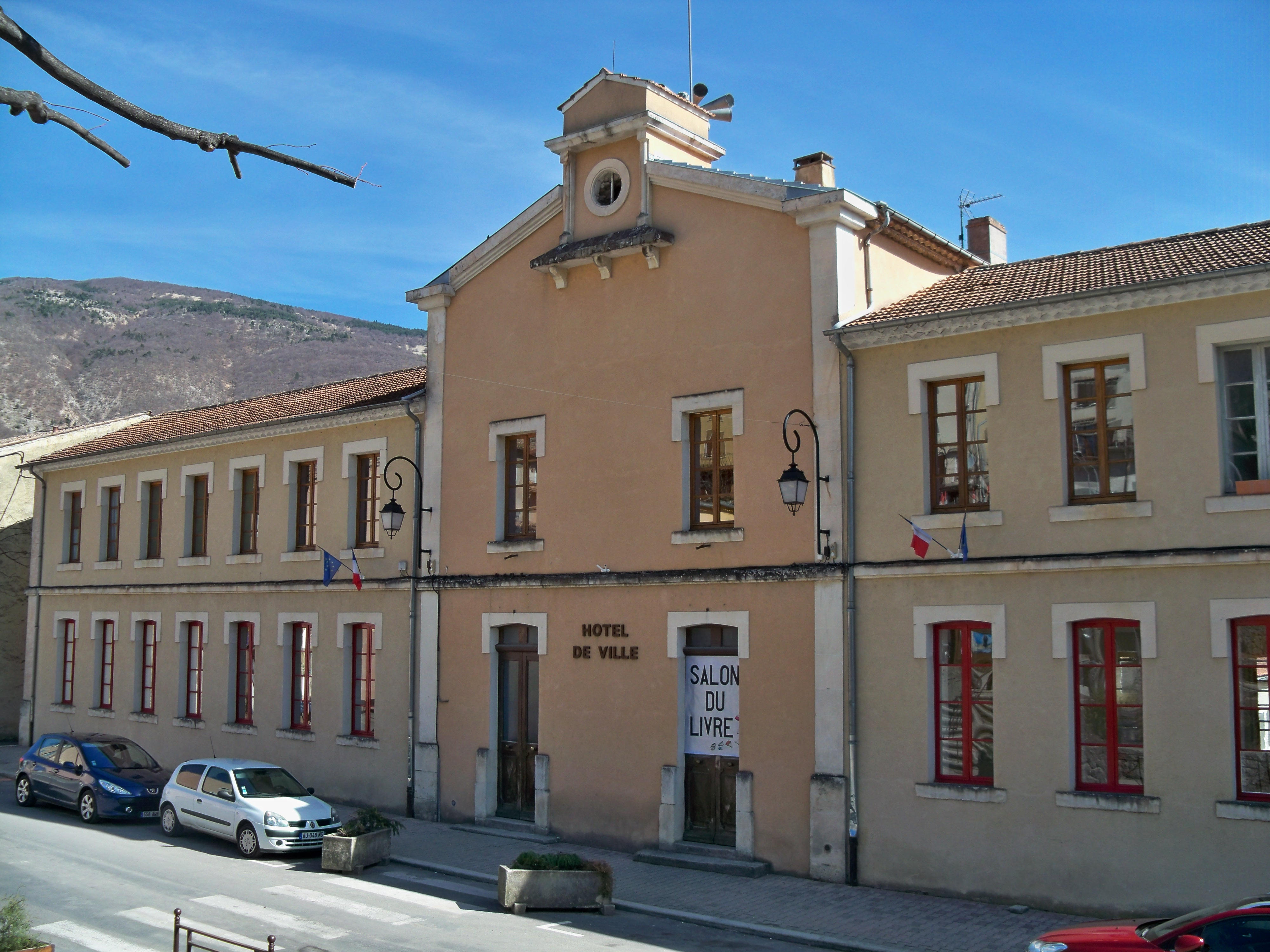
Gemeentehuis
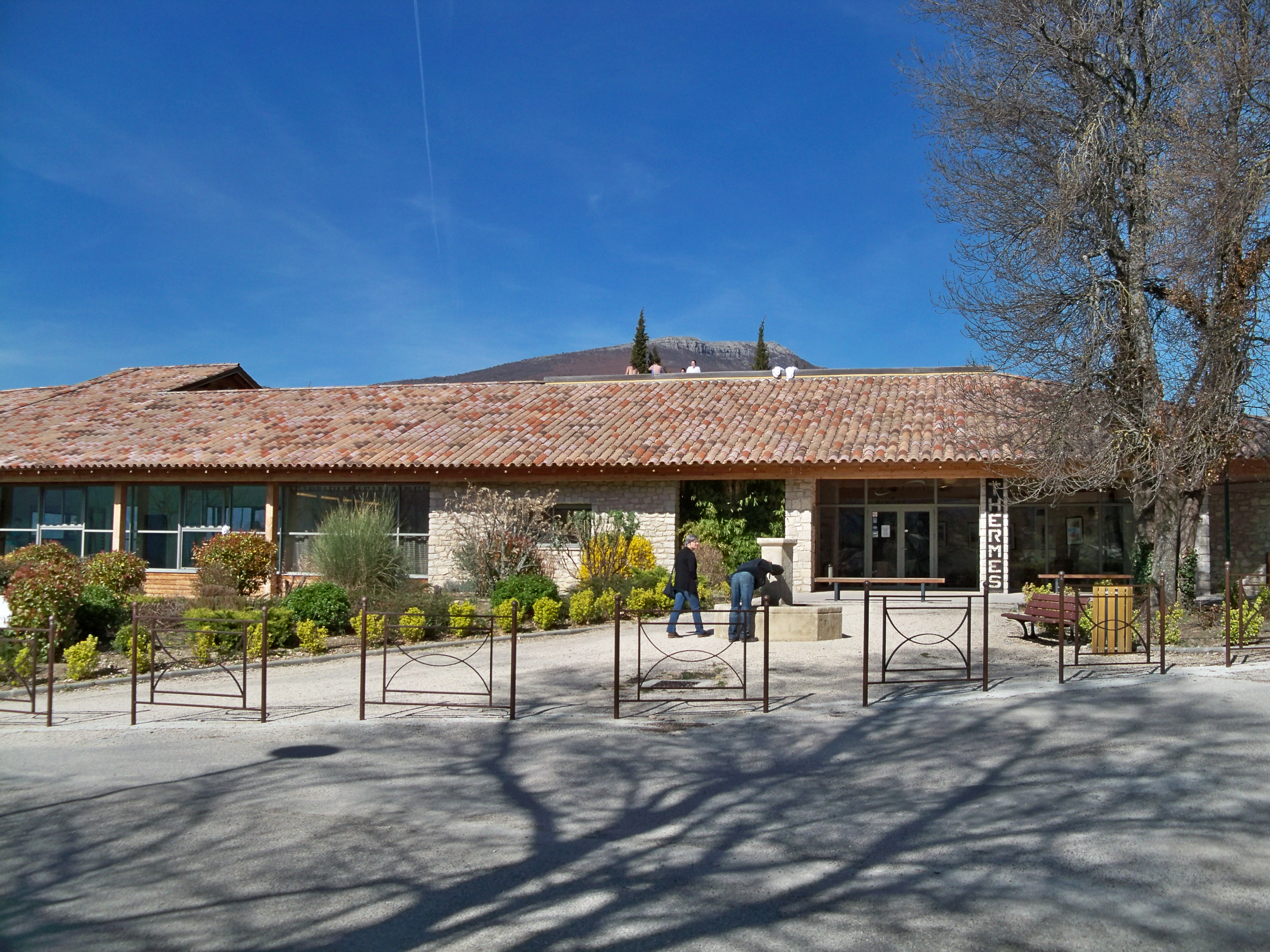
Thermaalbad
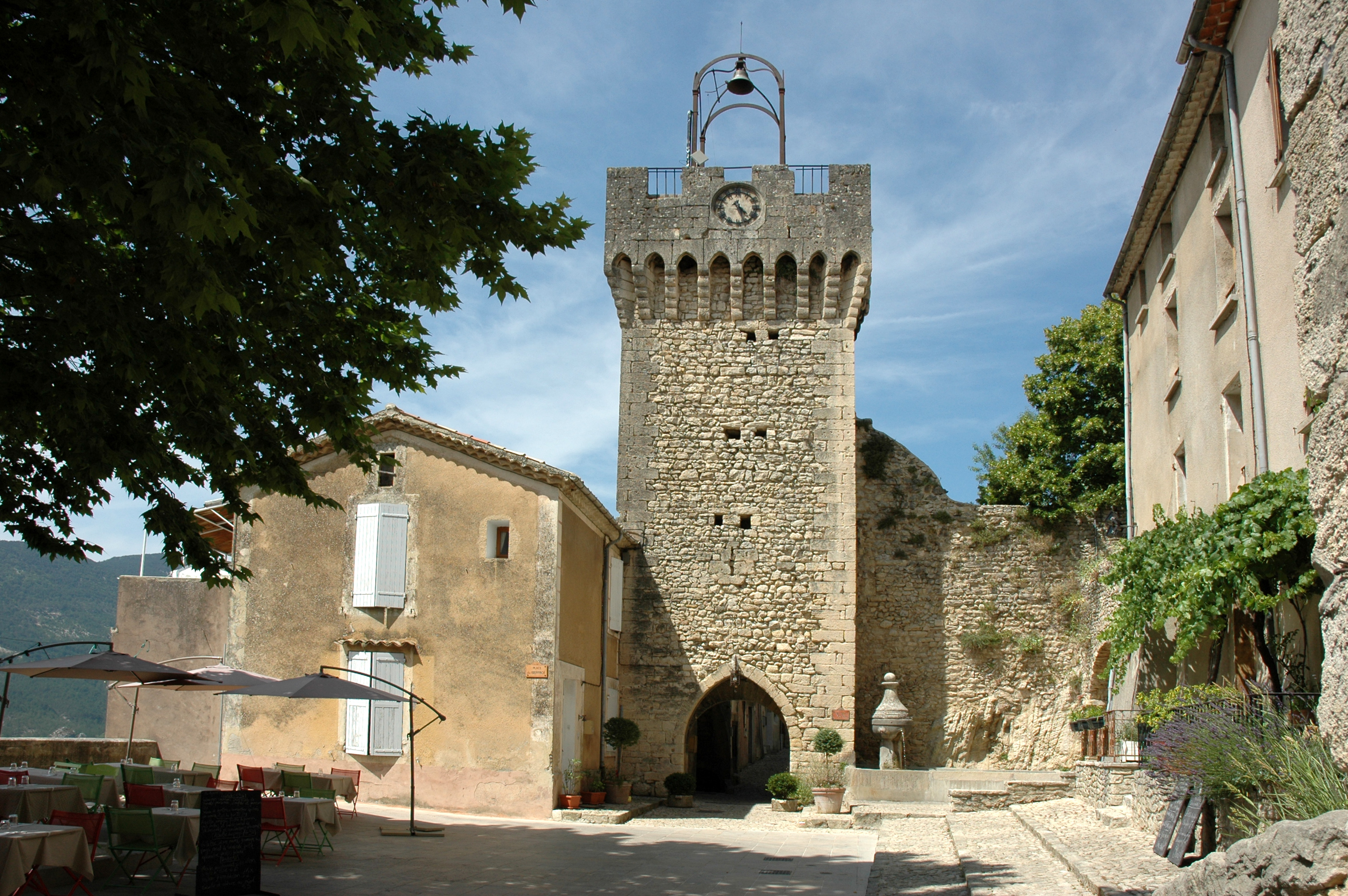
Belfort
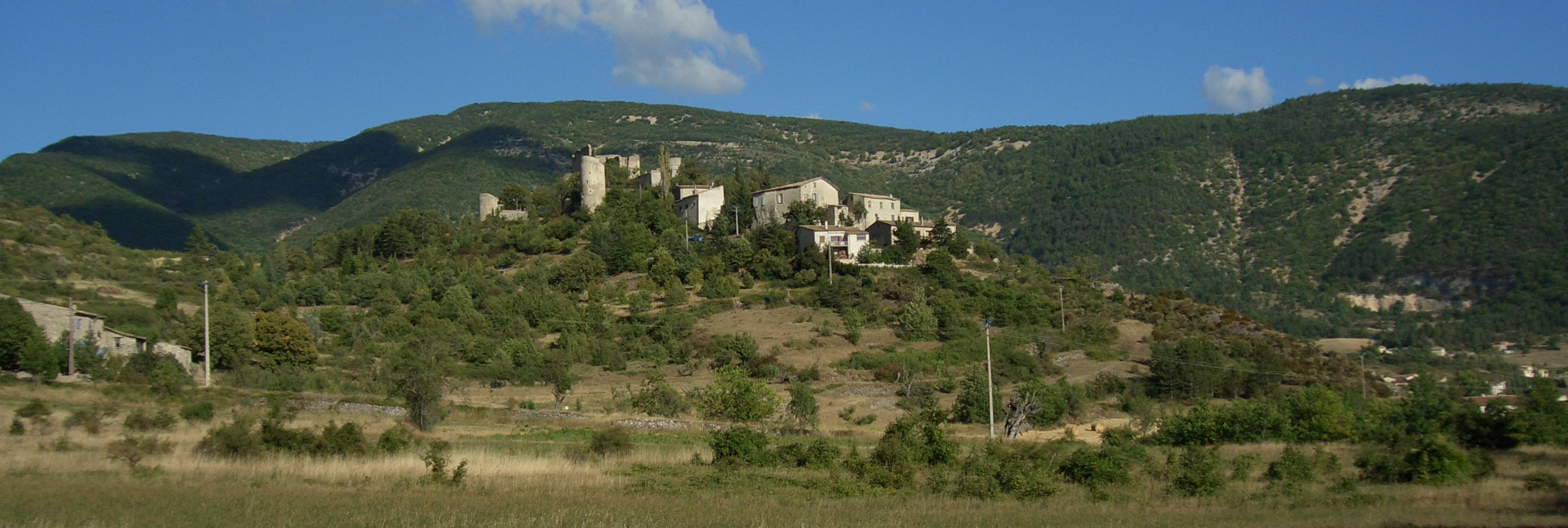
Château de Montbrun-les-Bains